# Lacinius ephippiatus
Espèce
Synonymes
- Opilio ephippiatus C. L. Koch, 1835
- Oligolophus vittiger Simon, 1879
- Lacinius oligodentatus Hadži, 1931
- Odiellus hungaricus Kolosváry, 1941
- Odiellus rucneri Hadži, 1973

Lacinius ephippiatus est une espèce d'opilions eupnois de la famille des Phalangiidae.

## Distribution
Cette espèce se rencontre en Europe et en Turquie.

## Description

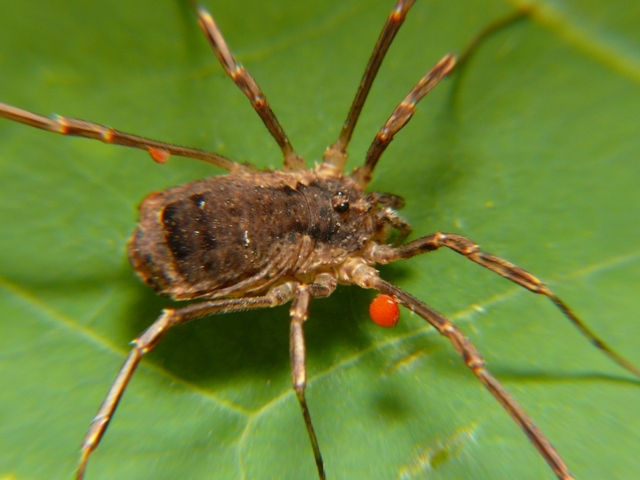
Lacinius ephippiatus ♀

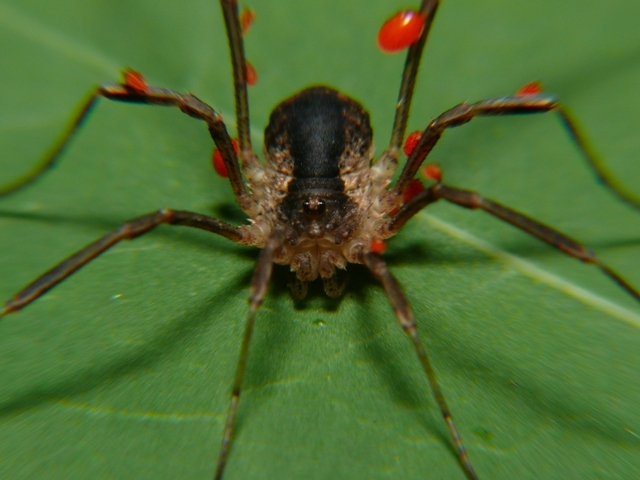
Lacinius ephippiatus ♂

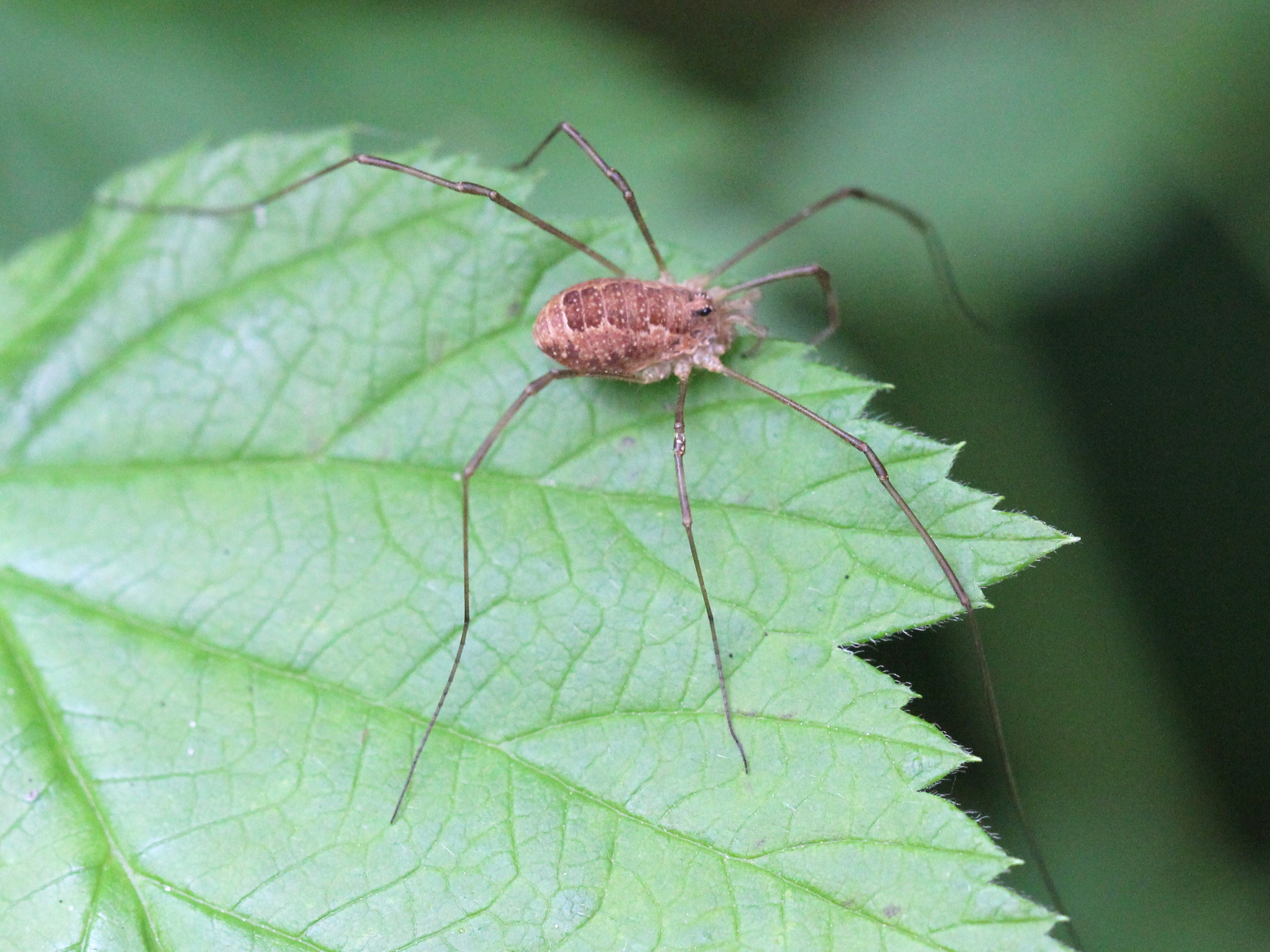
Lacinius ephippiatus

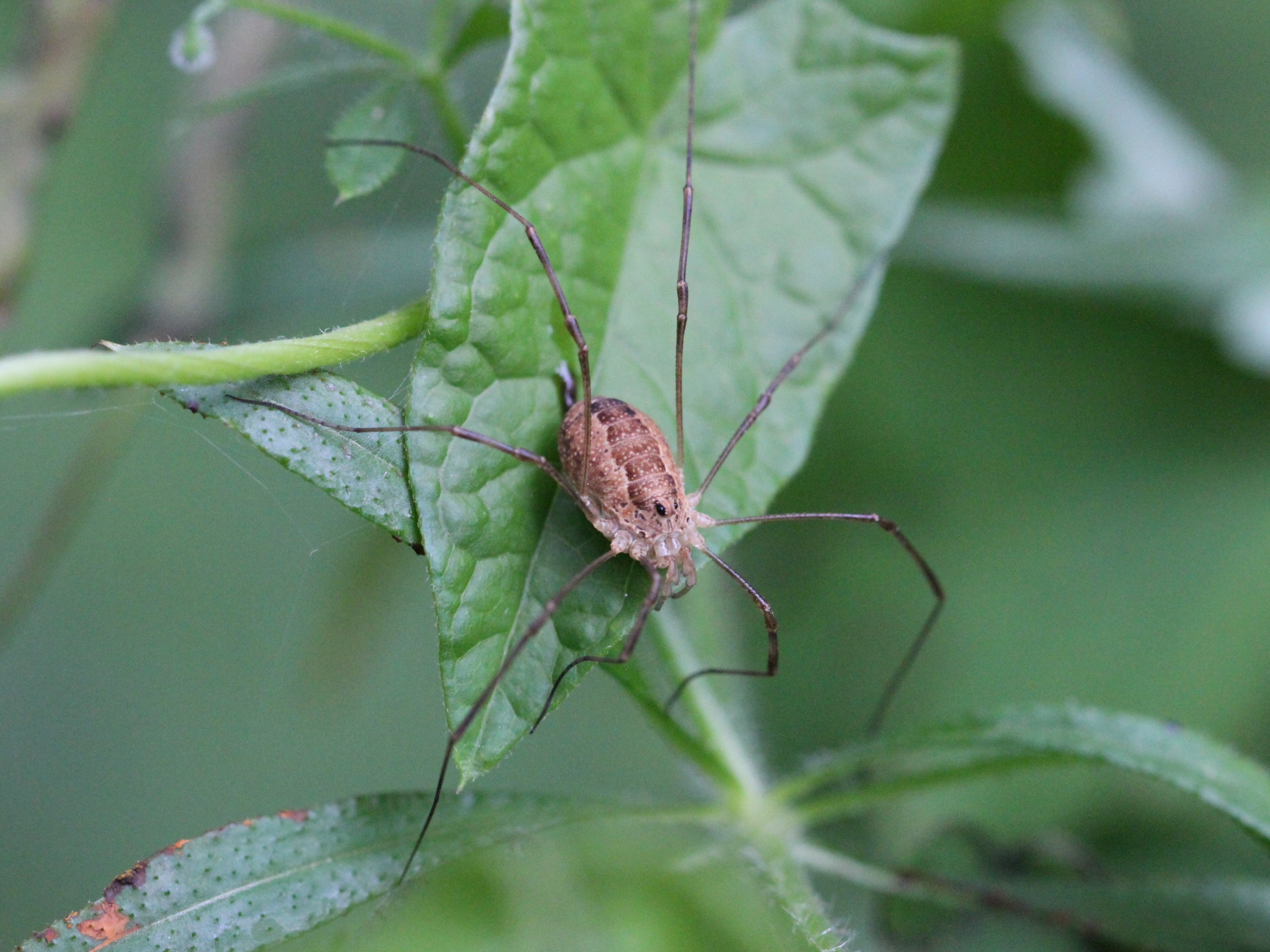
Lacinius ephippiatus

Les mâles mesurent de 3,7 à 4,3 mm et les femelles de 4,5 à 4,8 mm.

## Systématique et taxinomie
Cette espèce a été décrite sous le protonyme Opilio ephippiatus par C. L. Koch en 1835. Elle est placée dans le genre Acantholophus par C. L. Koch en 1839. Le nom Acantholophus C. L. Koch, 1839 étant préoccupé par Acantholophus Dejean, 1834, il est remplacé par Lacinius par Banks en 1893.
Oligolophus vittiger a été placée en synonymie par Kraepelin en 1896.
Lacinius oligodentatus a été placée en synonymie par Šilhavý en 1956.
Odiellus hungaricus a été placée en synonymie par Staręga en 1976.
Odiellus rucneri a été placée en synonymie par Martens en 1978.

## Publication originale
- C. L. Koch, 1835 : Arachniden. Deutschlands Insekten, p. 128-133.